# Rodinný film
Rodinný film je filmový žánr, jenž je zaměřen na co nejširší publikum a necílí na konkrétní diváckou skupinu, co se týče pohlaví (oproti filmům pro ženy) i věku (oproti dětským filmům a filmům pro teenagery). Konflikty zobrazené v rodinném filmu jsou většinou podané tak, že je dokáží sledovat a vstřebat i děti, zatímco některé detaily, narážky nebo i celé významnové roviny snímku jsou určeny také pro dospělé.
Pojem „rodinný film“ vznikl ve 40. letech 20. století, v době, kdy se jednotlivé snímky i celé žánry začaly věkově profilovat.
Rodinným filmem může být snímek animovaný (např. Shrek) i hraný. V 60. letech 20. století byly populární např. filmy Mary Poppins a Roztržitý profesor. Řada rodinných filmů je rovněž komediemi, např. Mrs. Doubtfire – Táta v sukni.